# Brazuelo
Brazuelo è un comune spagnolo di 361 abitanti situato nella comunità autonoma di Castiglia e León.